# Georgi Ivanov (űrhajós)
Georgi Ivanov (bolgár: Георги Иванов) (Lovecs, 1940. július 2.) bolgár űrhajós, tábornok.

## Életpálya
1964-ben mérnök-pilótaként fejezte be a katonai főiskolát. 1978. március 1-től kapott űrhajóskiképzést. Bulgária első űrhajósaként a Szojuz–33 fedélzetén mint kutatóűrhajós jutott ki a világűrbe. Ez volt a negyedik emberes Interkozmosz-űrrepülés. Az űrhajó parancsnoka Nyikolaj Rukavisnyikov volt.
A start a bajkonuri űrrepülőtérről történt. A repülés célja a  Szaljut–6 űrállomáshoz való csatlakozás és az ott végzett munka lett volna, de az űrhajó főhajtóművének meghibásodása miatt a programot a felszállás után meg kellett szakítani. A visszatérés a Földre ballisztikus kényszerleszállással történt (8-10 g terheléssel). Az űrrepülés 31 fordulat után, összesen 1 napot, 23 órát és 1 percet vett igénybe. Űrhajós pályafutását 1979. április 12-én fejezte be. 1990-ben a bolgár nemzetgyűlés tagja volt. 1993-óta az Air Szófia vezérigazgatója.

## Űrrepülés
- 1979. április 10. – 1979. április 12.

## Tartalékok
- Jurij Romanyenko parancsnok
- Alekszandar Alekszandrov kutatópilóta

## Külső hivatkozások
- Georgi Ivanov Kakalov. spacefacts.de. (Hozzáférés: 2012. május 2.)
- Georgi Ivanov Kakalov. astronautix.com. (Hozzáférés: 2012. május 2.)